# 麥德正
麥德正（英語：Mak Tak-ching，1971年—），香港民主派政治人物，前香港東區區議會西灣河選區議員，是工黨副主席。
麥德正於2015年區議會選舉擊敗競逐連任的香港島各界聯合會議員江澤濠當選。

## 生平
麥德正是香港樹仁大學社會學社會科學學士及英國倫敦大學法律學士學生。

## 從政
他長年參與社會運動，曾經任職街工、民陣、職工盟等組織，也出任過民陣七一遊行的負責人，更曾組建網上論政團體網政廿一。自小在灣仔長大，曾帶過當區的「猛鬼導賞團」，藉此介紹社區。2013年他落戶西灣河，成為工黨當區的社區幹事。
2007年紮鐵工潮爆發，麥德正時為街坊工友服務處的幹事，積極組織和動員各界支援工潮，成立了當年的後援會。工潮結束後，轉職擔任新成立的紮鐵團結工會總幹事。
2012年9月29日，當時任職職工盟的麥德正，於萬聖節在灣仔帶領「猛鬼保育社區導賞團」，透過港人感興趣的鬼故題材入門，讓參與者了解每個地方背後的文化同保育意義。
2013年3月28日，葵青貨櫃碼頭工潮，麥德正亦有參加。隨後麥德正更負責與警方的交涉。
2013年5月20日，職工盟調查建築業工人將獲加薪情況，近6成工人未獲加薪。職工盟組織幹事麥德正稱，疑有承建商就工人日薪向政府「報大數」逾2成。料在外判制度下，「報大數」情況更嚴重，要求展開勞資談判，訂立各工種標準工資。
2013年6月30日，時任職工盟建築地盤職工總會總幹事的麥德正，於7.1遊行擔當遊行總負責人。
2014年11月28日，工黨社區幹事麥德正表示，一批西灣河和筲箕灣舊樓小業主控訴消防處迫害，已收到西灣河和筲箕灣二十多幢舊樓業主的求助個案。消防處要按《消防安全（建築物）條例》在樓宇加裝消防設施，但部分要求根本無法達到。麥德正表示，會向立法會申訴部申訴，要求相關政府部門派員出席。
2015年區議會選舉，麥德正擊敗了在西灣河擔任了21年區議員的江澤濠。麥德正並表示，事實證明建制派雖有盤根錯節數十年的社區網絡，但也非不可擊敗。
2015年2月26日，消防處票控部分西灣河堅信樓大業主違反《消防安全（建築物）條例》，並遭提堂。協助業主的工黨社區幹事麥德正與同區其他大廈業主代表約二十人到法院外抗議。麥德正表示，已提出商討修改該條例，唯各政府跨部門會議仍未展開，進度緩慢。
2015年4月17日，麥德正聯同工黨，在港鐵九龍塘站內抗議，反對港鐵加價，要求回購港鐵。同時進行投票活動。
2015年4月26日，麥德正聯同工作隊與各泛民黨派佔了領展總部，要求與總裁王國龍對話。
2016年5月5日，麥德正聯同其他團體，於安盛金融大樓大堂示威，麥德正表示，領展承諾會安排CEO與政黨代表及街坊商戶會面，但開會前就反口話冇應承見街坊商戶苦主。
2016年5月6日，麥德正及工黨到公司註冊處抗議公司註冊處在查冊系統上修改查冊要求和增加限制。認為有礙傳媒進行偵查及調查報導時的工作，影響公眾知情權。
2016年6月3日，麥德正聯同東區泛民會議共十位議員合辦<文革50周年座談會>，並邀請程翔先生主講。
2016年6月8日，麥德正及多名工黨成員到廉政公署，要求廉署就民建聯涉嫌選舉舞弊介入調查。
2016年6月12日，麥德正聯同西灣河筲箕灣街坊，到消防處總部控訴消防惡法，要求修例及支援小業主。

## 資料來源與註釋
1. ↑  憲報號外第20卷第22期 （页面存档备份，存于），香港政府
2. ↑  .   [2016-02-27]. （原始内容存档于2016-03-09）.
3. ↑  . www6.cityu.edu.hk.   [2016-06-14]. （原始内容存档于2016-06-17）.
4. ↑  . www.e123.hk.   [2016-06-14]. （原始内容存档于2016-08-05）.
5. ↑  . Apple Daily 蘋果日報.   [2016-06-14]. （原始内容存档于2016-08-10）.
6. ↑  . 太陽報.   [2016-06-14]. （原始内容存档于2016-08-17）.
7. ↑  . Apple Daily 蘋果日報.   [2016-06-14]. （原始内容存档于2016-08-10）.
8. ↑  . 香港獨立媒體網.   [2016-06-14]. （原始内容存档于2016-05-12）.

## 外部連結
- 西灣河筲箕灣工作隊Facebook頁面（页面存档备份，存于）
- 東區區議會介紹頁面（页面存档备份，存于）
- 麥德正的Facebook專頁

| 議會席位      | 議會席位                                               | 議會席位    |
| ------------- | ------------------------------------------------------ | ----------- |
| 前任： 江澤濠 | 東區區議會 西灣河選區區議員 2016年1月1日－2021年7月8日 | 繼任： 懸空 |